# Plácido de Castro FC
Az Plácido de Castro Futebol Club, egy brazil labdarúgócsapat, melyet 1979-ben Acre állam Plácido de Castro településén hoztak létre. Az együttes az állami első osztályú bajnokság részt vevője.

## Sikerlista

### Állami
- 1-szeres Acriano bajnok: 2013

## Játékoskeret
2015-től
| # |     | Poszt | Név           |
| - | --- | ----- | ------------- |
|   | BRA | K     | Diego         |
|   | BRA | V     | Mikael        |
|   | BRA | V     | Francisco     |
|   | BRA | V     | Renan         |
|   | BRA | KP    | Weverton      |
|   | BRA | KP    | Uilian        |
|   | BRA | KP    | Zé Nilton     |
|   | BRA | KP    | China         |
|   | BRA | CS    | Renan Plácido |
|   | BRA | CS    | Ismael        |
|   | BRA | CS    | Zico          |
|   | BRA | CS    | Araújo Goiano |
|   | BRA | KP    | Neto Pessôa   |